# Troglosiro wilsoni
Espèce
Troglosiro wilsoni est une espèce d'opilions cyphophthalmes de la famille des Troglosironidae.

## Distribution
Cette espèce est endémique de Nouvelle-Calédonie. Elle se rencontre sur le mont Koghis.

## Description
Le mâle holotype mesure 1,81 mm et la femelle paratype 1,86 mm.

## Étymologie
Cette espèce est nommée en l'honneur d'Edward Osborne Wilson.

## Publication originale
- Sharma & Giribet, 2009 : « The family Troglosironidae (Opiliones: Cyphophthalmi) of New Caledonia. » Mémoires du Muséum national d'Histoire naturelle, vol. 198, p. 83–123.